# Piton Desforges
Pour les articles homonymes, voir Piton (homonymie) et Desforges.
Le piton Desforges est un sommet de montagne de l'île de La Réunion, département d'outre-mer français dans le sud-ouest de l'océan Indien. Culminant à 1 663 mètres d'altitude, il est situé dans la plaine des Cafres au nord de la localité de Bourg-Murat. Ce faisant, il relève de la commune du Tampon. À son pied, à l'est, passe la route nationale 3, qui dessert les Hautes Plaines entre Saint-Benoît et Saint-Pierre.